# Boxe aux Jeux panaméricains de 1987
Navigation
Édition précédente Édition suivante
Les compétitions de boxe anglaise des Jeux panaméricains 1987 se sont déroulées du 8 au 23 août à Indianapolis, États-Unis.

## Résultats

### Podiums
| Catégories                    | Or                  | Argent            | Bronze                            |
| Poids mi-mouches (-48 kg)     | Luis Román Rolón    | Michael Carbajal  | Juan Torres Jesus Herrera         |
| Poids mouches (-51 kg)        | Adalberto Regalado  | David Griman      | Hamilton Rodrigues Rafael Ramos   |
| Poids coqs (-54 kg)           | Manuel Martínez     | Michael Collins   | Domino Domigella Rafael Del Valle |
| Poids plumes (-57 kg)         | Kelcie Banks        | Emilio Villegas   | José Avelar Esteban Flores        |
| Poids légers (-60 kg)         | Julio González      | José Luis Perez   | Hector Arroyo Marc Menard         |
| Poids super-légers (-63,5 kg) | Cadelario Duvergel  | Todd Foster       | Wanderley Oliveira Daniel Cueto   |
| Poids welters (-67 kg)        | Juan Carlos Lemus   | Kenneth Gould     | Pedro Frias Rey Rivera            |
| Poids super-welters (-71 kg)  | Orestes Solano      | Freddy Sanchez    | Frank Liles Gary Smikles          |
| Poids moyens (-75 kg)         | Angel Espinosa      | Otis Grant        | Carlos Herrera Juan Montiel       |
| Poids mi-lourds (-81 kg)      | Pablo Romero        | Nelson Adams      | Wilfred Moses Andrew Maynard      |
| Poids lourds (-91 kg)         | Félix Savón         | Juan Antonio Díaz | Domenico d'Amico Michael Bentt    |
| Poids super-lourds (+91 kg)   | Jorge Luis Gonzales | Lennox Lewis      | Carlos Barcelete Riddick Bowe     |

### Tableau des médailles
| Place | Pays                   | Médaille d'or, Amérique | Médaille d'argent, Amérique | Médaille de bronze, Amérique | Total |
| ----- | ---------------------- | ----------------------- | --------------------------- | ---------------------------- | ----- |
| 1     | Cuba                   | 10                      | 0                           | 1                            | 11    |
| 2     | États-Unis             | 1                       | 4                           | 4                            | 9     |
| 3     | Porto Rico             | 1                       | 2                           | 5                            | 8     |
| 4     | Canada                 | 0                       | 2                           | 2                            | 4     |
| 5     | Venezuela              | 0                       | 2                           | 1                            | 3     |
| 6     | République dominicaine | 0                       | 1                           | 2                            | 3     |
| 7     | Argentine              | 0                       | 1                           | 1                            | 2     |
| 8     | Brésil                 | 0                       | 0                           | 3                            | 3     |
| 9     | Salvador               | 0                       | 0                           | 1                            | 1     |
| 9     | Jamaïque               | 0                       | 0                           | 1                            | 1     |
| 9     | Guyana                 | 0                       | 0                           | 1                            | 1     |
| 9     | Panama                 | 0                       | 0                           | 1                            | 1     |
| 9     | Uruguay                | 0                       | 0                           | 1                            | 1     |
| Total | 13 pays médaillés      | 12                      | 12                          | 24                           | 48    |